# 白重恩
白重恩（1963年10月25日—），男，江苏南京人，中华人民共和国经济学家，清华大学文科资深教授，现任清华大学经济管理学院院长， 中华全国工商联合会第十三届副主席。

## 生平
1963年生于江苏南京的一个教师家庭。
1983年中国科学技术大学数学学士学位。
1988年获美国加利福尼亚大学圣迭戈分校数学博士学位。
1993年获美国哈佛大学经济学博士学位。先后执教于美国波士顿学院，香港大学金融学院。
2004年任清华大学经济管理学院Mansfield Freeman弗里曼讲席教授。
2005年至2018年，历任清华大学经济管理学院经济系主任、经济管理学院副院长、经济管理学院常务副院长。
2018年任清华大学经济管理学院院长。
2022年12月，当选中华全国工商业联合会第十三届执行委员会副主席，中国民主建国会第十二届中央委员会常务委员。
2023年3月，任第十四届全国政协经济委员会委员。
2024年当选清华大学第三批文科资深教授。

## 奖项和荣誉

### 奖项
首届浦山中银世界经济学优秀论文奖最高奖（2008年）
第十三届孙冶方经济科学奖论文奖（2008年度）
第四届张培刚发展经济学优秀成果奖（2012年）
第十七届孙冶方经济科学奖论文奖（2016年度）
第三届北京市华侨华人“京华奖”（2018年度）

### 荣誉
北京市优秀教师（2009年）
享受国务院政府特殊津贴（2011年）
腾讯最受网友关注经济学家（2012年）
第九届北京市高等学校教学名师奖（2013年）
第三届北京市华侨华人“京华奖”（2018年度）
由中国新闻周刊主办的2019“年度影响力人物”荣登“2019年度经济学家”（2019年）

## 社会兼职

### 学术期刊职务
2000年起任《经济金融年刊》 (Annals of Economics and Finance) 编委，《南开经济研究》编委，《劳动经济研究》编委。
2001年起任《经济学（季刊）》学术委员会委员，《中国经济评论》 (China Economic Review) 编委。
2004-2006任《比较经济学杂志》 (Journal of Comparative Economics) 编委。
2006-2008，2011-2013任《世界银行经济评论》 (The World Bank Economic Review) 编委。
2009年起任《金融研究》编委。
2012年起任《经济研究》编委。

### 学会职务
2001-2003年，中国留美经济学会理事。
2003-2004年，中国留美经济学会学术出版委员会成员。
2014-2021年，国际经济学会（International Economic Association）执行委员会成 员。 
2015-2019年，中国财政学会第九届常务理事暨理事会学术委员会委员。 
2016.5起，中国劳动经济学会副会长。
2019.10起，中国财政学会第十届理事会副会长暨理事会学术委员会委员。
2021.7起，中国金融学会副秘书长。
2022.11-2024.12，亚太管理学院联合会（Association of Asia-Pacific Business Schools AAPBS）主席。  
2024.12起，中国医学科学院学术咨询委员会学部委员。
2025.2起，中国宏观经济学会学术委员会副主任。

### 其他职务
2006.11-2007.10，布鲁金斯学会 non-resident 高级研究员。
2006.12-2012.6，中信银行独立董事。
2011.8-2012.12，挂职北京市国有资产经营有限责任公司副总裁。  
2020.5-2024.9，中国神华能源股份有限公司独立董事。
2021.6起，中国投资有限责任公司独立董事。 